# Bradford West (circonscription du Parlement britannique)

Localisation de la circonscription de Bradford West au sein du Yorkshire de l'Ouest.

La circonscription de Bradford West est une circonscription électorale britannique située dans le Yorkshire de l'Ouest.
Elle est créée en 1885 à partir de la circonscription de Bradford et disparaît en 1918. Elle est recréée en 1955. Depuis 2015, elle est représentée à la Chambre des communes du Parlement britannique par Naz Shah, du Parti travailliste.
Selon le recensement britannique de 2021 (en), c'est l'une des trois circonscriptions où les musulmans constituent la majorité absolue de la population. 

## Liste des députés

### 1885-1918
- 1885 : Alfred Illingworth (en) (libéral)
- 1895 : Ernest Flower (en) (conservateur)
- 1906 : Fred Jowett (travailliste)

### depuis 1955
- 1955 : Arthur Tiley (en) (conservateur)
- 1966 : Norman Haseldine (en) (travailliste / coopératif)
- 1970 : John Wilkinson (conservateur)
- 1974 : Edward Lyons (en) (travailliste puis social-démocrate)
- 1983 : Max Madden (en) (travailliste)
- 1997 : Marsha Singh (travailliste)
- 2012 (en) : George Galloway (respect)
- 2015 : Naz Shah (travailliste)